# For All Mankind
For All Mankind är en amerikansk science fiction- och dramaserie som hade premiär den 1 november 2019. Serien är skapad av Ronald D. Moore, Ben Nedivi och Matt Wolpert. Seriens fjärde säsong hade premiär den 10 november 2023, och den har blivit förnyad med en femte säsong. Serien utspelar sig i en alternativ verklighet där Sovjetunionen, istället för USA, blir det första landet att landa på månen.

## Handling
Serien kretsar kring rymdkapplöpningen på 1960-talet  och vad som kunde hänt om den tagit andra riktningar.

## Rollista (i urval)
- Joel Kinnaman - Edward "Ed" Baldwin
- Sarah Jones - Tracy Stevens
- Shantel VanSanten - Karen Baldwin
- Jodi Balfour - Ellen Wilson
- Wrenn Schmidt - Margo Madison
- Sonya Walger - Molly Cobb
- Krys Marshall - Danielle Poole
- Cynthy Wu - Kelly Baldwin
- Coral Peña - Aleida Rosales
- Edi Gathegi - Dev Ayesa
- Toby Kebbell - Miles Dale